# Tullio Duimovich
Tullio Duimovich (Lussinpiccolo, 28 aprile 1911 – ...) è stato un calciatore e allenatore di calcio italiano, di ruolo difensore.

## Carriera
Acquistato dal Grion Pola nel 1935, esordì con la Fiorentina nella gara di Coppa Italia disputata a Firenze il 26 dicembre 1935 contro la Sestrese, e finita 8-0. Giocò un'altra partita di Coppa Italia nella stagione 1936-1937 prima di essere ceduto al Padova e successivamente al Palermo; militò poi nel Molinella e nel Pontedera.
Durante il periodo bellico milita nell'Audace Ponsacco.